# Thein Sein
Le général Thein Sein (Birman: သိန်းစိန်; IPA: [θéɪɴ sèɪɴ]), né le 20 avril 1945, est un militaire et homme d'État birman. Premier ministre de 2007 à 2011, il est devenu président de la République le 4 février 2011, à l'issue d'élections considérées comme truquées par l'opposition et par la communauté internationale, et le reste jusqu'au 30 mars 2016.

## Biographie

### Carrière politique

#### Premier ministre de la junte
En avril 2007, il est nommé provisoirement Premier ministre alors que le titulaire du poste, Soe Win, est hospitalisé. Ce dernier meurt le 12 octobre et Thein Sein lui succède officiellement le 24.
Premier secrétaire du Conseil d'État pour la Paix et le Développement au pouvoir, il est le quatrième plus haut gradé dans la hiérarchie militaire de la junte birmane.
En tant que Premier ministre, il a entrepris des visites diplomatiques au Laos, au Vietnam et au Cambodge.

#### Président de la République

##### Élection
Conformément à « la feuille de route vers une démocratie disciplinée » de la junte militaire au pouvoir et d'une Constitution adoptée en 2008, des élections – les premières en vingt-deux ans – sont organisées le 7 novembre 2010 mais dénoncées comme une mascarade. Un Parlement bicaméral et 14 assemblées régionales voient le jour. Puis le 13 novembre, l'assignation à résidence de la figure de proue de l'opposition Aung San Suu Kyi est levée.
Le 4 février 2011, il est élu président de la République par un comité composé des députés et de militaires désignés par la junte, en obtenant 408 voix sur 659. Le 30 mars suivant, il succède à Than Shwe à la tête de l'État, devenant ainsi le 8e président de la République,. Le même jour, la junte militaire est dissoute et le général Than Shwe quitte officiellement la scène politique.

##### Signes d'ouverture
La prise de fonction de Thein Sein semble correspondre à une ouverture politique : le 4 juillet 2011, on assiste à la première sortie d'Aung San Suu Kyi hors de (l'ancienne capitale) Rangoun, suivi de son premier déplacement « politique » le 15 août.
Le 18 août, le président invite les minorités ethniques, dont certaines ont repris les armes, à ouvrir des pourparlers de paix. Le lendemain, Aung San Suu Kyi a rencontré dans la (nouvelle) capitale Naypyidaw le président Thein Sein.
Le 5 septembre est annoncé la mise sur pied d'une Commission nationale pour les droits de l'homme. Le 11 septembre, quatre satiristes en exil rentrent au pays.
Le 14 septembre, Aung San Suu Kyi assiste à un match de football au côté d'un colonel de l'armée et d'une des plus grandes fortunes du pays et, le lendemain, la Ligue nationale pour la démocratie est autorisée à célébrer la Journée internationale pour la démocratie. Aung San Suu Kyi parle d'une « chance de changement ». Le 16 septembre, l'accès à des sites Internet d'information jusque-là interdits est assoupli, à la suite d'un adoucissement de la censure.
Le 30 septembre, Aung San Suu Kyi rencontre pour la première fois un émissaire du gouvernement, le ministre du Travail. Cédant à la mobilisation de la société civile, le président Thein Sein annonce la suspension de la construction du barrage hydroélectrique de Myitsone, financé en grande partie par l'allié chinois.
La première libération de 6 359 prisonniers dans le cadre d'une vaste amnistie a lieu le 12 octobre 2011. L'opposition déplore que seuls environ 220 des 2 000 prisonniers politiques estimés retrouvent la liberté. Le 13 octobre, annonce de l'adoption d'une loi autorisant les syndicats et le droit de grève.
Le 4 novembre 2011, Thein Sein entérine des modifications de la loi sur l'enregistrement des partis politiques, qui ouvre la voie au réenregistrement de la Ligue nationale pour la démocratie d'Aung San Suu Kyi et à sa participation aux élections partielles du 18 novembre.
Le 13 janvier 2012, 651 prisonniers politiques sont libérés, dont des figures importantes de l'opposition et l'ancien Premier ministre Khin Nyunt.
Le 20 août 2012, la loi obligeant la presse à soumettre au pouvoir les brouillons de tout article traitant de politique ou de religion est abolie, dans la suite des efforts faits en matière de libéralisation de la presse et des médias[réf. nécessaire].
Le 30 septembre 2012, il déclare qu'il ne serait pas opposé à ce qu'Aung San Suu Kyi lui succède à la tête de l'État mais souligne qu'il serait nécessaire d'amender la Constitution pour lui permettre de briguer la présidence de la République.
Le 15 mars 2016, lors d’un vote au Parlement birman, Htin Kyaw, proche d’Aung San Suu Kyi, est désigné pour lui succéder comme  président de la République, le premier élu démocratiquement depuis des décennies.

### Après la présidence
À l'issue de son mandat, il se retire dans un monastère bouddhiste.